# John Devine
John Devine (Dixon, 2 de noviembre de 1985) es un ciclista estadounidense. Debutó como profesional en julio de 2007 con el equipo Discovery Channel y después se unió en 2008 al equipo HTC-Columbia.

## Palmarés
2007
- Ronde d'Isard, más 1 etapa